# Jimmy Buffett
Jimmy Buffett (25. prosince 1946 – 1. září 2023) byl americký písničkář, herec a spisovatel.
Narodil se v Pascagoule v Mississippi a dětství strávil v Alabamě. Studoval na katolickém McGillově institutu v Mobile, na kytaru začal hrát v prvním ročníku studií na Auburnské univerzitě. Později studoval na Pearl River Community College a na Univerzitě Jižního Mississippi, kde v roce 1969 získal bakalářský titul z historie. Hudební kariéru zahájil koncem 60. let v Nashvillu, své první album Down to Earth vydal v roce 1970. Svůj největší hit, píseň „Margaritaville“, vydal v roce 1977 na svém sedmém albu Changes in Latitudes, Changes in Attitudes.
V roce 2019 ztvárnil sám sebe ve filmu Plážový povaleč režiséra Harmonyho Korinea. Dále hrál například ve filmech Repo Man (1984), Soví houkání (2006) a Klub miliardářů (2018), a v několika dílech seriálu Hawaii 5-0. Je autorem několika románů, knih povídek a knih pro děti.
V roce 2023 po něm byl pojmenován korýš Gnathia jimmybuffetti.
Zemřel 1. září 2023 na lymfom ve Sag Harboru v New Yorku ve věku 76 let.